# Миллер, Дороти
Дороти Миллер (англ. Dorothy Miller, полное имя Dorothy Canning Miller; 1904—2003) — американский художественный куратор.
Являлась одним из самых влиятельных людей в современном американском искусстве на протяжении более половины XX века. Первый профессионально подготовленный куратор в Нью-Йоркском музее современного искусства (MoMA), Дороти Миллер была одной из очень немногих женщин, которые занимали музейную должность такой ответственности.

## Биография
Родилась 6 февраля 1904 года в городе Hopedale, штат Массачусетс, в семье Артура Барретта Миллера (Arthur Barrett Miller) и его жены Эдит Алмены Каннинг (Edith Almena Canning). Росла в городе Montclair, штат Нью-Джерси.
После окончания частного женского Смит-колледжа в 1925 году, Дороти продолжила обучение у Джона Коттона Дана из Ньюаркского музея (в то время был одним из самых творческих и амбициозных музеев в стране) и работала там же с 1926 по 1929 год. С 1930 по 1932 год она работала у миссис Генри Ланг (Mrs. Henry Lang), каталогизируя и исследуя коллекцию индейского искусства, которая должна быть пожертвована Монтклэрскому художественному музею.

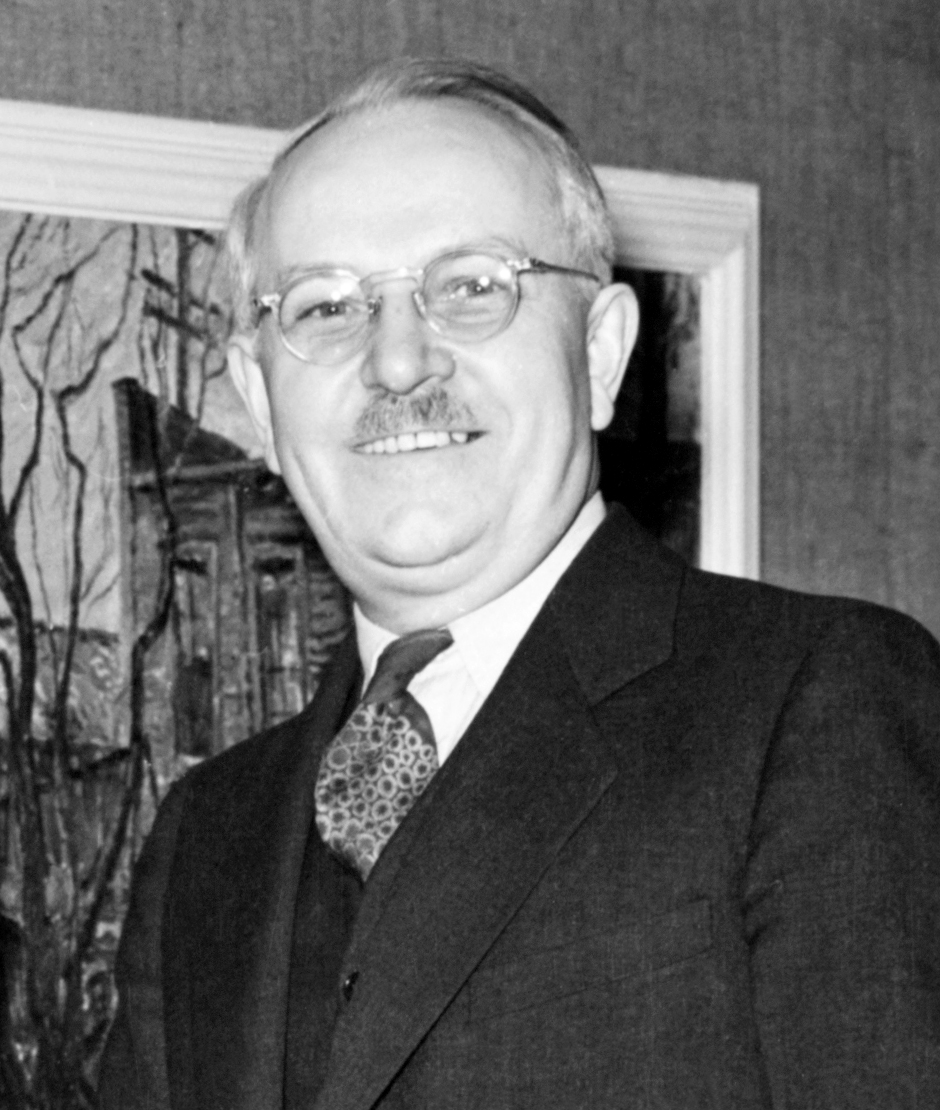
Хольгер Кэхилл, 1938 год

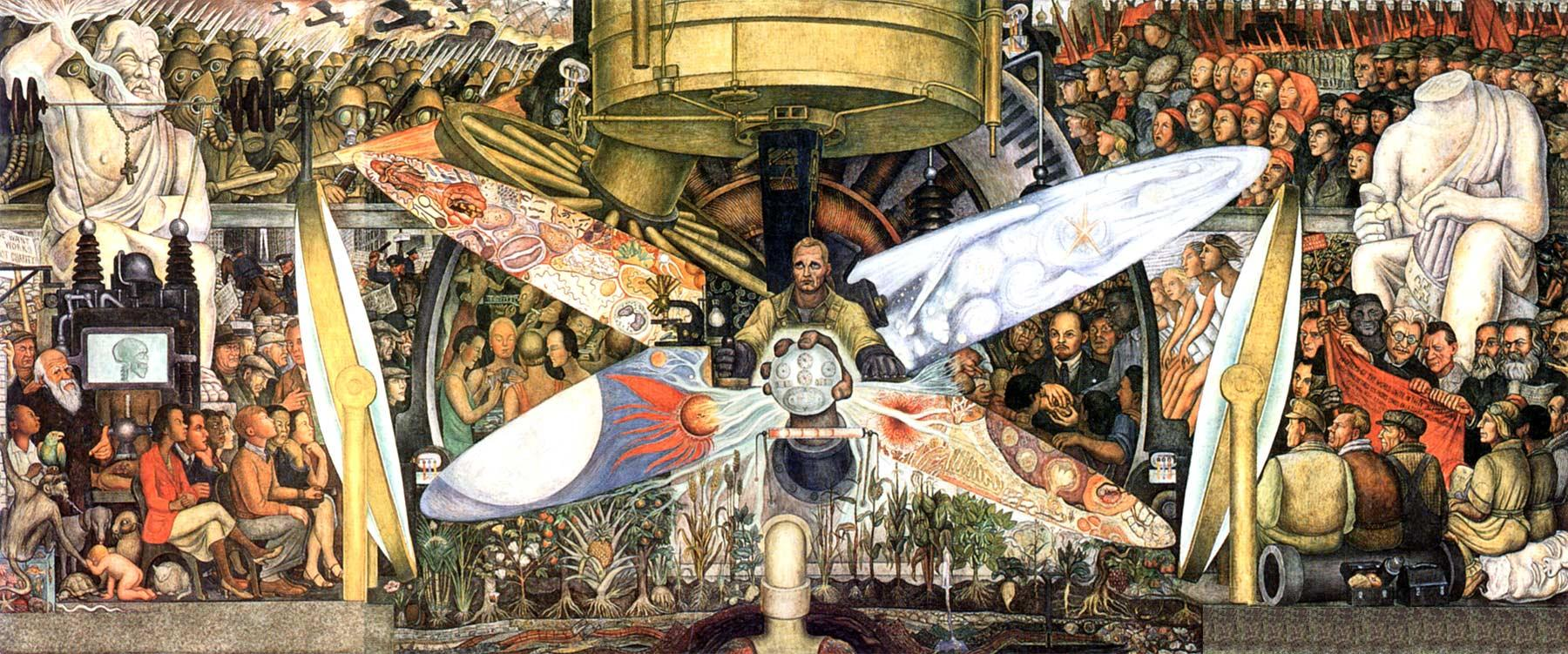
Воссозданная версия фрески «Man at the Crossroads»

В начале 1930-х годов Нью-Йоркский музей современного искусства в разных местах города. В 1933 году на Дороти обратил внимание первый директор музея Алфред Барр, когда она и Хольгер Кэхилл (с которым Миллер жила в Гринвич-Виллидже и за которого вышла замуж в 1938 году)
курировали первую городскую художественную выставку (First Municipal Art Exhibition) в помещении, подаренном семьей Рокфеллеров. Некоторые участвующие в экспозиции художники хотели бойкотировать выставку после того, как фреска Диего Риверы «Man at the Crossroads» была сознательно уничтожена во время строительства Рокфеллер-центра.
Миллер попросила Алфреда Барра вмешаться в спор, что он и сделал. Вскоре после этого она пошла в музей, чтобы попросить его о работе. Барр нанял её в качестве своего помощника куратора в 1934 году; за последующие годы работы она продвинулась по карьерной лестнице, став надежным сотрудником Барра и к 1947 году — куратором музейных коллекций. В 1959 году Дороти Миллер была назначена в Комитет по искусству Уан-Чейз-Манхэттен-Плаза, где служила вместе с Гордоном Буншафтом (главный дизайнер архитектурного бюро Skidmore, Owings & Merrill), Робертом Хейлом (куратор американской живописи в Метрополитен-музее), Джеймсом Суини (директор Музея Соломона Гуггенхейма), Перри Рэтбоун (директор Бостонского музея изящных искусств) и Алфредом Барром.
В 1968 году Миллер была назначена в комиссию по выбору произведений современного искусства для коллекции Governor Nelson A. Rockefeller Empire State Plaza Art Collection в Олбани, штат Нью-Йорк. После ухода в отставку из MoMA в 1969 году, Дороти Миллер стала попечителем и художественным консультантом Рокфеллеровского университета, администрации Портового управления Нью-Йорка и Нью-Джерси, а также Музея Хиршхорн и сада скульптур. С 1984 года до конца своей жизни она была почетным попечителем MoMA.
В 1940-х — 1960-х годах Дороти Миллер организовала шесть выставок современного искусства Americans shows, которые представили для американской публики в общей сложности девяносто художников: Americans 1942: 18 Artists From 9 States, Fourteen Americans (1946), Fifteen Americans (1952), Twelve Americans (1956), Sixteen Americans (1959) и Americans 1963.
Самой значительной выставкой, организованной Миллер в международном масштабе, была The New American Painting, которая была представлена в 1958—1959 годах в восьми европейских странах. Эта художественная акция существенно изменила европейское восприятие американского искусства, твердо установив важность современной американской живописи, особенно американских абстрактных экспрессионистов, для международной аудитории. В этом выставочном туре была представлена восемьдесят одна картина семнадцати художников: Уильям Базиотис, Джеймс Брукс, Сэм Фрэнсис, Аршил Горки, Адольф Готлиб, Филипп Густон, Грейс Хартиган, Франц Клайн, Виллем де Кунинг, Роберт Мазервелл, Барнетт Ньюман, Джексон Поллок, Марк Ротко, Теодорос Стамос, Клиффорд Стилл, Брэдли Томлин и Джек Творков.
В 1959 года Миллер стала почётным доктором (Doctor of Letters) Смит-колледжа, в 1982 году получила почётную степень Уильямс-колледжа, в 1983 году была удостоена премии Skowhegan School of Painting and Sculpture.
Умерла 11 июля 2003 года в Гринвич-Виллидже, Нью-Йорк.